# Evropský výbor pro normalizaci v elektrotechnice
 Evropský výbor pro normalizaci v elektrotechnice, zkráceně CENELEC (z francouzského Comité Européen de Normalisation Électrotechnique) sdružuje národní elektrotechnické organizace. CENELEC se zabývá tvorbou evropských norem EN a jiných druhů dokumentů pro normalizaci a standardizaci ve všech oblastech elektrotechniky. Důležitou částí aktivit CENELEC je rovněž přejímání mezinárodních norem IEC do formy EN IEC.

## Evropské normalizační organizace
Evropské normalizační organizace (ESO, z anglického European Standardisation Organisations) jsou:
- CEN (Evropský výbor pro normalizaci),
- CENELEC (Evropský výbor pro normalizaci v elektrotechnice) a
- ETSI (Evropský ústav pro telekomunikační normy)

## Publikace CEN/CENELEC
Publikace jsou výsledným produktem nabízeným CEN/CENELEC, který mj.  zahrnuje:
- evropské normy,
- technické specifikace,
- technické zprávy,
- pokyny,
- harmonizační dokumenty (pouze CENELEC),
- pracovní dohody CEN/CENELEC.

## Členství v CENELEC
Členy CENELEC k datu 2018/12 jsou národní elektrotechnické komitéty Belgie, Bulharska, Bývalé jugoslávské republiky Makedonie, České republiky, Dánska, Estonska, Finska, Francie, Chorvatska, Irska, Islandu, Itálie, Kypru, Litvy, Lotyšska, Lucemburska, Maďarska, Malty, Německa, Nizozemska, Norska, Polska, Portugalska, Rakouska, Rumunska, Řecka, Slovenska, Slovinska, Spojeného království, Španělska, Švédska, Švýcarska a Turecka.

## Zpravodajské sekretariáty CENELEC, CLC/SR
Zpravodajské sekretariáty (Reporting Secretariats, SR) zajišťují pro technický výbor informace o jakékoliv práci technických komisí a subkomisí IEC, která může zajímat CENELEC. Pro řadu technických komisí a subkomisí (IEC/TC, IEC/SC) byly vytvořeny (stejnojmenné) zpravodajské sekretariáty CENELEC (CLC/SR), např.:
- IEC/TC 91 ... CLC/SR 91 Montážní technologie elektroniky;
- IEC/TC 101 .. CLC/SR 101 Elektrostatika;
- IEC TC 119 .. CLC/SR 119 Tištěná elektronika;
- IEC TC 124 .. CLC/SR 124 Nositelná elektronika.